# کفال لب‌نازک
کفال لب‌نازک (نام علمی: Chelon ramada) نام یک گونه از سرده کشف‌ماهی‌ها است.